# یو لیجون
یو لیجون (انگلیسی: Yu Lijun؛ زادهٔ ۲۸ نوامبر ۱۹۷۸) بازیکن واترپلو اهل چین بود.
وی در مسابقات کشوری و بین‌المللی در مجموع برندهٔ ۱ مدال طلا، ۲ مدال برنز شده‌است.